# طوطی صخره‌دوست
طوطی صخره‌دوست(نام علمی: Neophema petrophila) نام یک گونه از سرده طوطی‌های علف است.